# 晓东村站
晓东村站是昆明地铁1号线的地铁车站，位于中华人民共和国云南省昆明市官渡区众天路与永中路交叉口北侧，于2013年5月20日开通。本站曾为1号线北端终点站。

## 车站结构
晓东村站位于众天路与永中路交叉口北侧，垂直于众天路设置，呈东西走向，为地下两层岛式站台车站，车站长440米，车站地下一层为站厅层，地下二层为站台层，站台设置全高站台门。车站西侧设有两条存车线，车站作为终点站期间供列车折返使用。
| 地面              | 出入口 | B1、C、D1出入口 |
| 地下一层          | 站厅   | 客服中心、自动售票机、验票机 |
| 地下二层          | 站台   | \| \| \| █ 1号线往 █ 2号线北部汽车站（昌宏西路） \| \| 島式 · 開左邊车门 \| \| \| \| \| \| █ 1号线往大学城南及昆明南火车站（珥季路） \| |
|                   |        | █ 1号线往 █ 2号线北部汽车站（昌宏西路）                                                                                                 |
| 島式 · 開左邊车门 |        | |
|                   |        | █ 1号线往大学城南及昆明南火车站（珥季路）                                                                                               |

## 出入口
晓东村站目前开放3个出入口，但未设置无障碍设施，各出口及周围设施如下所示：
| 编号         | 地点   | 建议前往的目的地           | 照片 |
| ------------ | ------ | -------------------------- | ---- |
| 出口 · B · 1 | 众天路 | 华洋五金机电城、东聚汽配城 |      |
| 出口 · C     | 众天路 | 华洋五金机电城             |      |
| 出口 · D · 1 | 众天路 | 紫金中心                   |      |

## 接驳交通

### 公交车
- 晓东村地铁站：12路，103路，140路，232路

## 车站历史
- 2011年6月23日，车站主体结构封顶[2]。
- 2013年5月20日，车站随1号线南段通车开通，为1号线北端终点站[1]。
- 2014年4月30日，1、2号线首期工程全线通车，车站不再为日常运营终点站[4]。
- 2020年1月30日，受新冠疫情影响，车站暂停运营[5]。3月18日，车站恢复运营[6]。